# Ellerhäuschen
Ellerhäuschen ist ein Wohnplatz im Stadtteil Gennebreck der Stadt Sprockhövel im Ennepe-Ruhr-Kreis, Nordrhein-Westfalen.

## Lage und Beschreibung
Elerhäuschen liegt im südwestlichen Teil des Sprockhöveler Stadtgebiets an der Landesstraße L70 nahe der Stadtgrenze zu Wuppertal im Süden und Westen und zu Hattingen im Norden. Östlich befindet sich das Kirchdorf Herzkamp, der Hauptort im Stadtteil.
Weitere Nachbarorte sind Äckern, Erlen, Busch, Mettberg, Kleiner Siepen, Ochsenkamp, Stöcken und Stöckerbecke.
Die Siedlung bestand aus wenigen einzelnen Häusern zu beiden Seiten der Landesstraße, von denen die südlich der Straße gelegenen Ende des 20. Jahrhunderts abgetragen wurden.

## Etymologie und Geschichte
Ellerhaus ist eine lokale Bezeichnung für einen Altenteil. Das Ellerhäuschen ist somit ein kleines Auszugshaus.
Ellerhäuschen war Teil der Landgemeinde Gennebreck innerhalb der Bürgermeisterei Haßlinghausen (ab 1844 Amt Haßlinghausen) im Landkreis Hagen (ab 1897 Kreis Schwelm, ab 1929 Ennepe-Ruhr-Kreis).
Ellerhäuschen erscheint auf der Niemeyersche Karte, Ausgabe Spezialkarte des Bergwerkdistrikts des Distrikts Blankenstein, von 1788/89 als Einzelhaus. Der Ort ist auf der Preußischen Uraufnahme von 1840 unbeschriftet verzeichnet. Ab der Preußischen Neuaufnahme von 1892 ist der Ort auf Messtischblättern der TK25 bis zur Ausgabe 1960 als Ellerhäuschen verzeichnet.
Das Gemeindelexikon für die Provinz Westfalen gibt 1885 für Ellerhäuschen eine Zahl von 22 Einwohnern an, die in zwei Wohnhäusern lebten. 1895 besaß der Ort zwei Wohnhäuser mit 18 Einwohnern, 1905 zählte der Ort ein Wohnhaus und 15 Einwohner.
Am 1. Januar 1970 wurde das Amt Haßlinghausen aufgelöst und die amtsangehörige Landgemeinde Gennebreck mit Ellerhäuschen in die Stadt Sprockhövel eingemeindet.